# S-pen

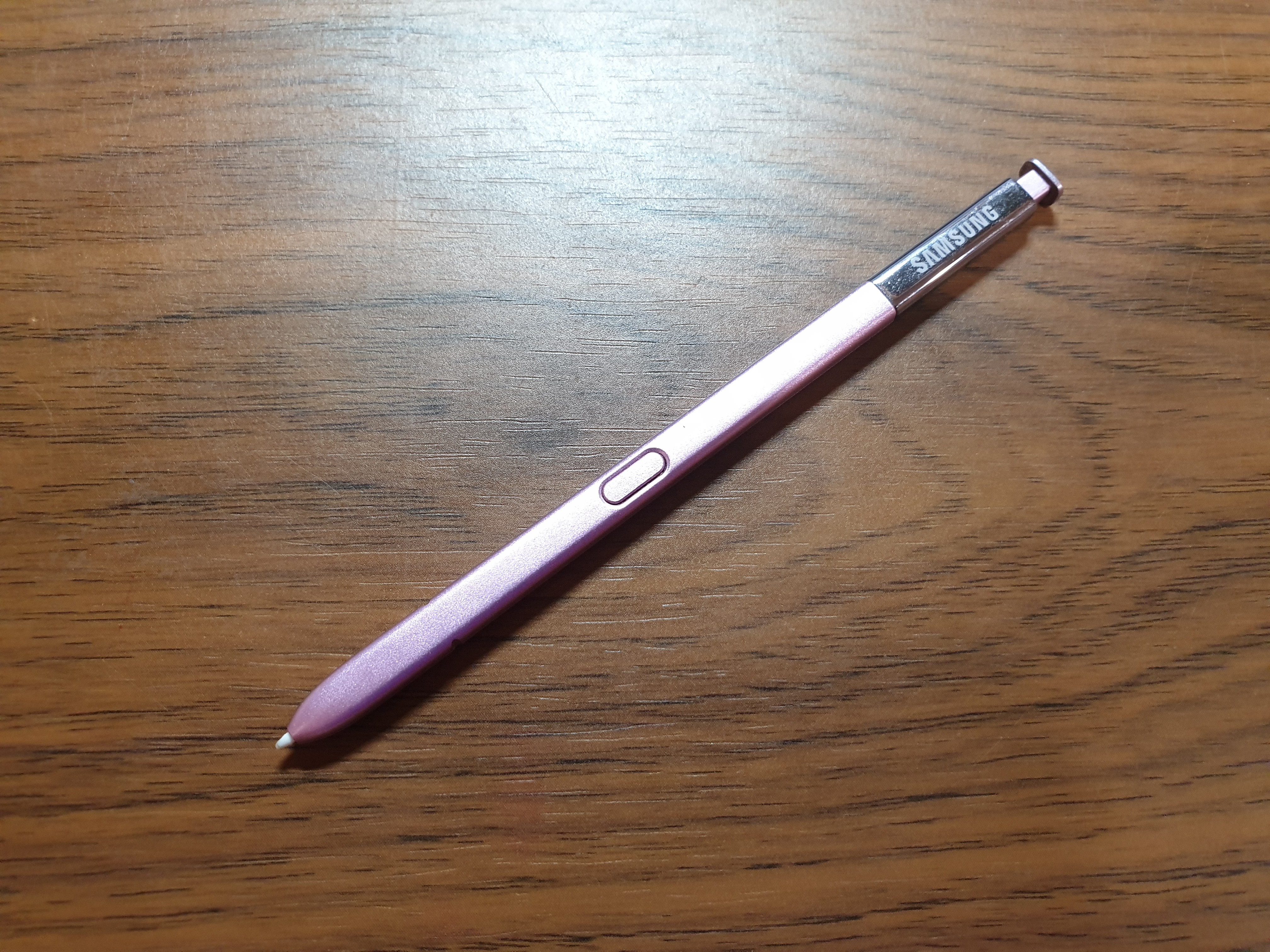
三星Galaxy Note 9的S-Pen

S-Pen是由三星電子所設計的觸控筆系列產品（使用Wacom之技術），最早在2011年8月隨著三星Galaxy Note一同亮相，為三星Note系列的標誌性配備，只能在三星Galaxy Note系列、三星Galaxy S系列、三星Galaxy Z系列、三星Galaxy Book系列等特定型號的裝置使用，不支援其他廠牌的行動裝置。

## 產品介紹
S-Pen最初的設計理念是能讓使用者擁有如同實體紙筆般的書寫體驗，一開始推出時僅為單純的觸控筆（具有壓力感測，可依據書寫的力道改變筆跡粗細，最早僅256階，現已達到4096階），隨著Note系列的更新迭代，S-Pen也陸續出現許多獨特的功能，甚至跳脫一般觸控筆的使用範疇。
除了Note系列全部機型、三星Galaxy S22 Ultra及後續S系列Ultra機型於機身有設計S-Pen專用的嵌入型筆槽以外，其餘機型的S-Pen需藉由磁吸或配合附筆槽的保護套攜帶。
S-Pen一開始推出時的筆蓋部份為固定式且具有方向性，使用時不易從機身抽出，且收入機身時需注意方向，三星Galaxy Note 3推出時更改為對稱式設計，收入機身時不再區分正反面，三星Galaxy Note 5推出時再更改為彈出式設計（類似原子筆的筆蓋），按壓筆蓋部份即會自機身彈出，方便使用者抽出。
嵌入型S-Pen可透過收入機身進行充電及配對（由於每種機型的S-Pen和筆槽尺寸不盡相同，插入不屬於對應機型的S-Pen可能造成卡住或無法完全收納），非嵌入型S-Pen則透過USB-C和藍牙進行充電及配對，而S-Pen Pro更可以同時跨裝置使用（僅支援One UI 3.1版本以上的裝置）。
較新的機型雖然可使用舊款的S-Pen，但部份功能可能會受到限制，反之亦然，且除了S-Pen Pro能夠在各裝置通用以外，不同產品線間的S-Pen互相混用也會出現功能受到限制或完全無法使用（例如Note系列的S-Pen在S22 Ultra上只能使用書寫功能，以及Note系列的S-Pen無法在Z Fold系列的裝置上使用）。

### 可用性
| 產品線   | Note系列 | S系列                    | Z系列                                                                 | Tab系列                                                                       | Book系列                                |
| -------- | -------- | ------------------------ | --------------------------------------------------------------------- | ----------------------------------------------------------------------------- | --------------------------------------- |
| 支援裝置 | 全部機型 | S21 Ultra及後續Ultra機型 | Z Fold 3至Z Fold 6之間的Fold機型                                      | Tab S3及後續Tab S系列機型 Tab A 8.0、Tab A 9.7、Tab A 10.1(2016)、Tab A(2019) | Book、Book 2、全部Flex機型、全部360機型 |
| 備註     |          | S21 Ultra為非嵌入型S-Pen | 僅可使用S-Pen Fold Edition和S-Pen Pro，且外螢幕不支援 Z Fold SE不支援 | Tab S5e不支援                                                                 |                                         |

## 特色功能

### 懸浮預覽
於三星Galaxy Note II推出時加入，可在S-Pen筆尖不接觸螢幕的情況下，使用懸浮游標查看資料夾內的檔案、媒體瀏覽器內的各種影像等，且支援在預覽視窗中直接開啟所選的檔案和資料夾，也能將懸浮游標靠近螢幕或懸浮視窗的邊緣以捲動畫面，現已加入懸浮翻譯、懸浮放大鏡、懸浮視窗切換等功能。

### 感應快捷環
於三星Galaxy Note 3推出時加入，螢幕開啟時將S-Pen抽出即會出現環型選單（現已改成直式排列），可快速選擇S-Pen支援的功能（如建立筆記、智慧選取、快速截圖等）。

### 滑鼠筆
於三星Galaxy Note 4推出時加入，在S-Pen筆尖不接觸螢幕並顯示懸浮游標時長按住其上的按鈕，可像滑鼠般在螢幕上拖曳進行選取文字、多選資料夾內的檔案和媒體瀏覽器內的各種影像等，也支援在手寫和繪圖模式下使用快捷橡皮擦（放開按鈕即會恢復成原本的筆跡樣式）。

### 隨手便利貼
於三星Galaxy Note 5推出時加入，可在螢幕關閉時不需解鎖手機，直接抽出S-Pen即可快速書寫，S-Pen收入機身即會自動儲存（版面預設為黑底以區別一般筆記，可釘選顯示於Always on Display），現已可保存多頁筆記。

### 遠端遙控
於三星Galaxy Note 9推出時加入，以低功耗藍牙技術使S-Pen不再僅限於一般觸控筆（僅限有源式S-Pen可使用此功能），筆身內含有電池，透過按壓其上的按鈕（分成長按、單按、連按3種方式）即可進行遠端操作，三星Galaxy Note 10推出時新增三軸加速規和陀螺儀而加入了遠端手勢操作，可配合上下左右揮動或轉圈進行操作，三星Galaxy Note 20推出時再加入了全域手勢操作，透過特定揮動方式可進行快速截圖、回到桌面、返回、查看最近應用程式、呼叫智慧選取等通用功能。但在三星Galaxy S25 Ultra中移除了S-Pen的電池和藍牙模組，所以三星Galaxy S25 Ultra無法使用遠端控功能。

## 外部連結
- S-Pen Pro （官網）